# The Adventures of Tom Sawyer (datorspel)
Adventures of Tom Sawyer är ett tvspel för Nintendo Entertainment System 1989 av SETA och baserades på boken Tom Sawyers äventyr från 1876 av Mark Twain.